# Luther (film)
 For alternative betydninger, se Luther (flertydig). (Se også artikler, som begynder med Luther)
Luther er en tysk-amerikansk film fra 2003, instrueret af Eric Till og baseret på Martin Luthers liv.
Martin Luther bliver i filmen spillet af Joseph Fiennes, og andre medvirkende er Alfred Molina, Bruno Ganz og Peter Ustinov.

## Handling
Filmen handler om Martin Luther, som er en munk, der er underlagt paven i Rom, som alle andre munke i 1500-tallet. Livet som munk er hårdt for Luther, da han har svært ved at acceptere, at folket og kirken ser Gud som en, man skal frygte, i stedet for en, man skal elske. Han kommer til Rom og får øjnene op for, hvordan den katolske kirke fungerer, og hvordan den udnytter folks tro ved at tage penge for syndsforladelse. Han er ikke enig i, at Biblen kun skal være på latin; han mener, at alle har ret til at læse Guds ord, og går imod Rom ved at skrive sine meninger og senere udgive selve biblen på tysk, så alle kan læse det. Dermed starter han den kristne reformation.

## Eksterne Henvisninger
- Luther på Internet Movie Database (engelsk)
- Luther på Filmdatabasen
- Luther på Scope
- Luther i Svensk Filmdatabas (svensk)
- Luther på AlloCiné (fransk)
- Luther på MovieMeter (nederlandsk)
- Luther på AllMovie (engelsk)
- Luther hos American Film Institute (engelsk)
- Luther hos British Film Institute (engelsk)
- Luther på Turner Classic Movies (engelsk)